# Bendis umbrata
Bendis umbrata là một loài bướm đêm trong họ Noctuidae.